# Естонсько-російський кордон
Кордон Естонія — Росія (Естонсько-російський кордон) — міждержавний кордон завдовжки 294 км. У сучасному вигляді залишається незмінним із 1945 року, коли Естонія втратила на користь РРФСР Печорський район, а також східне Принарв'я з Івангородом, що входили до її складу в 1920—1945 роках.
Значна частина кордону між Естонією та Росією — водні; проходять фарватером річки Нарви і Чудсько-Псковського озера; на півдні розташовані сухопутні ділянки, частини яких оскаржувалися Естонією до приєднання країни до ЄС і НАТО.
Станом на 2011 рік, договір про кордон між країнами, який передбачає визнання відповідних територій російськими (у Печорському районі Псковської і Ленінградській областях) не ратифікований (договір був підписаний у травні 2005 року, але при ратифікації естонський парламент зробив низку дій, після яких Росія відкликала свій підпис під договором), проте Естонія на своїх монетах таки стала карбувати зображення мапи країни без цих територій (монети євро Естонії).
З боку Росії до кордону примикають Ленінградська область і Псковська область. Кордон розділив міста Нарва (Естонія) і Івангород, які в радянський час були єдиною комунікаційною агломерацією. Обидва мають переважно російське і російськомовне населення.
Примітна різка зміна напрямків торговельного обороту до і після встановлення кордону. Якщо на початку 1990-х населення РРФСР їздило на закупи до Естонії, то нині естонські споживачі активно закуповуються в Росії та часто перепродують товар в Естонії. Найчастіше такі товари, як цукор, сигарети й бензин. Останнім часом на російській стороні стало вигідніше купувати і різного роду послуги
На кордоні діють два види пропускних пунктів: автомобільно-пішохідний міст Дружби (Нарва-Івангород) і озерний на Чудсько-Псковському озері (з 2004 року), що експортує до Естонії будівельний пісок

## Дубки
Росії належить не зв'язаний з основною територією держави напівексклав Дубки. Територія села з усіх сторін по суші оточена територією Естонії і є напівексклавом. Зв'язок з російською територією можливий тільки Псковським озером. Місцевість відноситься до історичної області Сетумаа.